# Shō Hashi
Shō Hashi (尚巴志 (Thượng Ba Chí) 1371 – 1439) là vua đầu tiên của vương quốc Ryukyu (nay là tỉnh Okinawa, Nhật Bản), sau khi thống nhất 3 vương quốc Chūzan, Hokuzan, và Nanzan. Tên của ông trong tiếng Nhật là "Shō Hashi", còn trong tiếng Trung Quốc là Shang Bazhi, phiên âm Hán-Việt là Thượng Ba Chí.
Là một anji (lãnh chúa địa phương) của Soshiki Mairi, Ông được coi là một người có tài cầm quyền trong lãnh địa của mình, và là một người nổi bật vào đầu thế kỷ 15. Ông dẫn đầu một cuộc nổi loạn nhỏ chống lại lãnh chúa vùng Azato năm 1402. Sau đó, Hashi lật đổ Vua Bunei của Chūzan năm 1406 và đưa cha ông Shō Shishō lên ngôi. Thậm chí khi cha ông lên ngôi, Hashi là người thực sự nắm quyền điều hành cũng như sắp xếp đưa sứ giả đến Nam Kinh để cam đoan với Trung Quốc rằng vương quốc Ryūkyū vẫn tiếp tục triều cống và hợp tác cũng như thắt chặt mối giao hữu. Ông cũng sắp xếp lại phần lớn bộ máy nhà nước để thích hợp hơn với các mô hình của Trung Quốc. Người dân Chūzan cũng nhanh chóng thích nghi với một số nét văn hóa Trung Quốc, và được người Trung Quốc công nhận là đã được văn minh hóa ít nhất là hơn một chút so với trước đó. Hashi cũng giám sát việc mở rộngg và chỉnh trang thành Shuri, và đặt các cột mốc khoảng cách (giống như cây số) trên khắp đất nước lấy mốc chuẩn là Shuri.
Shō Hashi mất năm 1439, ở tuổi 68, là người có công thống nhất Ryūkyū và thiết lập vị trí của nó tuy nhỏ nhưng đầy quyền lực trong khu vực. Sau khi ông qua đời, quần thần chỉ định con thứ hai của ông, Shō Chū lên nối ngôi, và gởi phái viên đến Trung Quốc để xin phê chuẩn việc đăng cơ, và gởi đến Chinh di Đại tướng quân Nhật Bản ở Kyoto và một số vương quốc khác để thông báo sự thay đổi này với tư cách ngoại giao.